# Mihály Lantos
Mihály Lantos Lendenmayer (Budapest, 29 settembre 1928 – Budapest, 31 dicembre 1989) è stato un allenatore di calcio e calciatore ungherese, di ruolo difensore.

## Caratteristiche tecniche
Uno dei giocatori più giovani della leggendaria squadra ungherese. Egli è stato in gran parte utilizzato come terzino sinistro, anche se ha anche giocato come difensore centrale grazie alla sua solidità e la sua buona capacità di marcare gli avversari più pericolosi. Lantos era anche abbastanza abile a rallentare gli attacchi avversari. Era il secondo incaricato per i calci di punizione per l'Ungheria. Lantos era dotato di un tiro potente e preciso e grazie a questa dote era in grado di sorprendere i portieri avversari con colpi dalla lunga distanza. Giocatore non troppo veloce né troppo agile, dalla sua posizione arretrata usava i suoi precisi lanci per avviare gli attacchi.
Infine era anche rigorista affidabile.

## Palmarès

### Giocatore

#### Club

##### Competizioni nazionali
- Campionato ungherese: 3

Budapesti Bástya/Vörös Lobogó/MTK Budapest: 1951, 1953, 1958
- Coppa d'Ungheria: 1

Budapesti Bástya: 1951-1952

##### Competizioni internazionali
- Coppa Mitropa: 1

Vörös Lobogó: 1955

#### Nazionale
- Oro olimpico: 1

1952
- Coppa Internazionale: 1

1953